# Studentská komora Rady vysokých škol
Studentská komora Rady vysokých škol (zkráceně SK RVŠ) je národní reprezentací studentek a studentů vysokých škol a součástí Rady vysokých škol.

## Poslání
Studentská komora RVŠ zastupuje všechny studenty a studentky vysokých škol v České republice. Prosazuje jejich zájmy na národní a mezinárodní úrovni. Usiluje o spolupráci mezi studujícími a vyučujícími, dialog s vládou České republiky a orgány veřejné správy, a o rozvoj akademické samosprávy.

## Struktura
Zástupci vysokých škol jsou delegováni akademickými senáty nebo obdobnými orgány v případě soukromých vysokých škol.  
V čele komory stojí předseda, který je zároveň kandidátem na místopředsedu Rady vysokých škol. Od prosince 2024 je předsedou Komory Jakub Sláma, delegát Českého vysokého učení technického v Praze. Místopředsedkyní pro vnitřní řízení a organizaci byla zvolena Tereza Marková, delegátka za Univerzitu Palackého v Olomouci. Do pozice místopředsedy pro zahraniční záležitosti byl zvolen Adam Heger, delegát Panevropské univerzity. Spolu s Markem Boňkem, delegátem Univerzity Karlovy, a Veronikou Říčanovou, delegátkou Mendelovy Univerzity, tvoří Předsednictvo SK RVŠ.

## Činnost
Komora se schází několikrát do roka dle předem stanovených termínů. Celkovou agendou se zabývá plénum, které se pak dělí do komisí a pracovních skupin. Dílčí části pléna připravují podklady a návrhy usnesení pro plenární zasedání. V rámci usnesení se Studentská komora Rady vysokých škol vyjadřuje k aktuálnímu dění v oblasti vysokých škol, zejména k situacím, které mohou nepříznivě zasáhnout situaci studentů VŠ (např. novelizace zákona, problémy v rámci akreditace...).
Důležitou myšlenkou SK RVŠ je také sdílení zkušeností z jednotlivých vysokých škol a posilování vztahů studentských akademických senátorů. Za tímto účelem pořádá SK RVŠ pravidelné konference a workshopy pro studentské akademické senátory. Největší akcí, kterou SK RVŠ v roce 2017 pořádala, byl Studentský Konvent.
SK RVŠ pravidelně pořádá vzpomínkové akce během 17. listopadu – zejména v Žitné ulici v Praze.
Studentská komora se rovněž i aktivně zastává studentů v případě ohrožení jejich studentských práv a podporuje i další aktivity zlepšující studium a postavení studentů. V minulosti se například zasadila o zvýšení příspěvků pro doktorandy (2017) a zrušení povinnosti platit zdravotní pojištění pro nepracující studenty doktorských studií.

## Komise, sekce a pracovní skupiny
Ve stálém zasedání (2024–2026) fungují ve Studentské komoře Rady vysokých škol tyto komise:
- Komise pro vysokoškolskou samosprávu (KVS), předsedkyně: Anna Koutská, delegátka Jihočeské univerzity v Českých Budějovicích
- Komise pro doktorské studium (KDS), předseda: Miroslav Hala, delegát Vysoké školy chemicko-technologické v Praze
- Legislativní komise (LK), předseda: Marek Boňko, delegát Univerzity Karlovy

Kromě komisí zřizuje SK RVŠ i pracovní skupiny. Pracovní skupiny jsou uskupení spíše neformálního charakteru, v jejichž čele stojí koordinátor.

## Historie
Roku 1990 byla založena Rada vysokých škol (RVŠ). Od roku 1991 mohou být studenti členy RVŠ, ale pouze jako delegáti jednotlivých vysokých škol. Studentská komora byla založena v roce 1992, ovšem její členové nebyli členové RVŠ, až od roku 1995 jsou členové Komory plnoprávnými členy Rady.
Předsedyně a předsedové:
- Martin Kühpast (1992–1993)
- Jiří Kamiš (1994)
- David Tonzar (1995–1996)
- Jan Morávek (1997–2002)
- Jiří Nantl (2002–2005)
- Klára Pěničková (2006–2007)
- Vratislav Vozník (2007–2008)
- Ján Říha (2008–2009)
- Miroslav Jašurek (2009–2014)[2]
- Daniel Thibaud (2014–2015 )[3]
- Hynek Roubík (2015–2016)[4]
- Michal Zima (2016–2019)[5]
- Giancarlo Lamberti (2019–2021)
- Michal Farník (2021–2024)[6]
- Jakub Sláma (2024-)

## Ceny Jana Opletala (CJO)

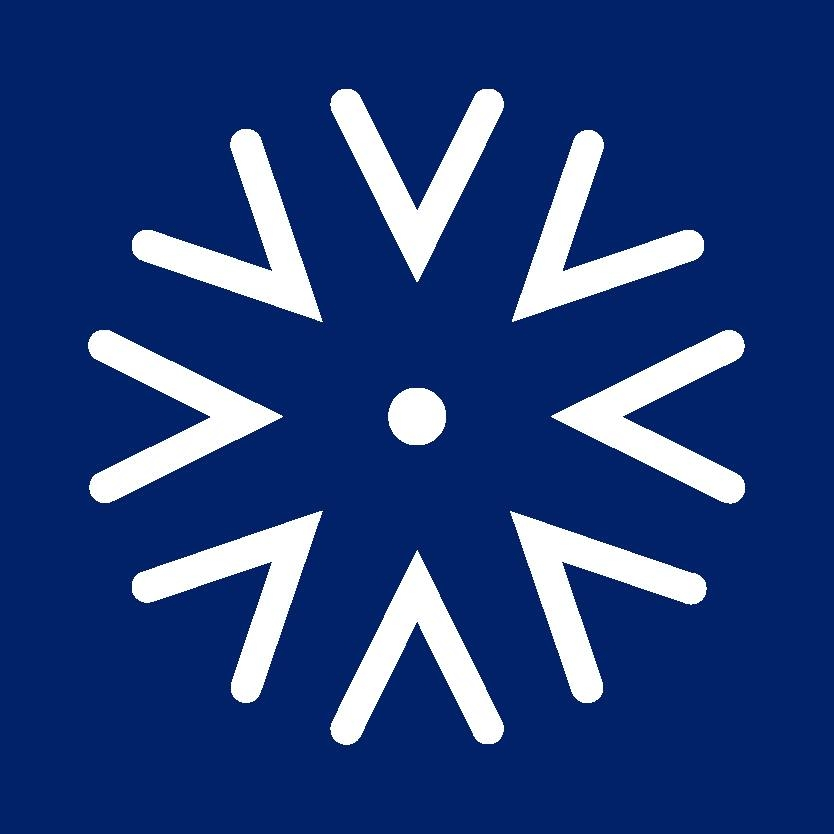
Logo CJO

Studentská komora Rady vysokých škol od roku 2004 udílí Ceny Jana Opletala. Původně se cena udělovala osobnosti nebo skupině osobností za výjimečný přínos v rozvoji akademické obce, hájení akademických práv a svobod, posílení studentských práv a svobod, významné přispění v boji proti bezpráví, za rovné zacházení a příležitosti nebo proti jakékoliv diskriminaci v uplynulém období.
Od roku 2023 SK RVŠ udílí ceny se spolkem Díky, že můžem. Cena se udílí v den výročí úmrtí Jana Opletala ve třech kategoriích: student/ka střední školy, student/ka vysoké školy a osobnost do 30 let. 
O udělení Ceny rozhoduje Výbor složený z členů SK RVŠ a spolku Díky, že můžem, osobností z řad středoškolského a vysokoškolského přostředí a dále též osobností zastupujících občanskou společnost a předchozích laureátů CJO.
Laureáti Ceny Jana Opletala:
- 2024 – Anna Krejčová (Univerzita Karlova), Soňa Kleinerová (Gymnázium Boženy Němcové v Hradci Králové) a Vasyl Kapustej (Univerzita Palackého v Olomouci)
- 2023 – Šárka Faicová (Univerzita Karlova), Anežka Tetřevová (Gymnázium Luďka Pika v Plzni) a Tobiáš Frýdl (Akademie múzických umění v Praze)
- 2021 – Michal Nguyen (Univerzita Palackého v Olomouci) a Pavel Švanda – in memoriam (Vysoké učení technické v Brně)
- 2019 – Michal Zima (Univerzita Karlova) a Vojmír Srdečný – in memoriam
- 2017 – Josef Fontana (Univerzita Karlova)
- 2015 – Kateřina Mazánková, Lukáš Miklas a rektor Josef Salač (Policejní akademie České republiky v Praze)
- 2012 – Zdeněk Ručka (Masarykova univerzita)
- 2009 – Kateřina Volná (Univerzita Karlova)
- 2007 – Jaroslav Kuba (České vysoké učení technické v Praze)
- 2006 – Jaroslav Švec (Akademické centrum studentských aktivit)
- 2005 – David Tonzar
- 2004 – Zdeněk Hirnšal, Martin Laštovička a Jiří Slezák (Vysoké učení technické v Brně)